# XYZ 방어전
XYZ 방어전(스페인어: Línea XYZ)은 스페인 내전 중 동부 공세(Levante Offensive)의 일부이다. 이 전투에서 공화파가 승리함으로써 국민국은 카스테욘 지방을 점령하고도 발렌시아를 얻지 못하였고, 공화파는 전열을 가다듬을 수 있는 귀중한 시간을 벌었다.

## XYZ 방어선
XYZ방어선은 스페인 레반테 지역의 하발람브레(Javalambre) 산맥을 기점으로 하여 토로(Toro) 산맥과 알메나라(Almenara) 고원을 거쳐 지중해안에까지 연결되어 공화파의 제 2 수도였던 발렌시아를 수호하기 위해 설계되었다. 이 라인은 빌바오의 철의 고리(Iron circle)나 마지노 선과는 다르게 스페인 동부의 복잡하고 험준한 지형을 최대한 이용하여 간단한 참호선과 위장된 벙커들로만 이루어졌고 적의 공중 폭격이나 대규모 포격에도 최대한 버텨낼 수 있도록 처리되어 있었다.

## 개요
아라곤 전투 이후 프랑코는 독일과 측근들의 강력한 권고에도 불구하고 혼란에 빠린 공화군을 분쇄하고 바르셀로나를 점령하는 대신 발렌시아로 남하하기로 결정하였다. 이같은 결정은 프랑코가 자신이 무리하게 카탈루냐로 진격할 경우 프랑스가 군사적 개입을 할 것이라고 오판하고 있었던 것도 있었으나, 리드루에호가 기록한 것처럼 
| “ | (프랑코는) 전쟁을 조기에 종결한다는 것은 곧 그렇게 하기 위해 불필요한 협상과 양보가 수반되는 것을 의미한다고 여기고 있는 듯 했다. 그는 (조기 종결과 달리) 전쟁을 길게 끌수록 완전한 승리를 보장하며 (이것이) 더 잔인하지만 더 효과적인 방법 이라고 여기는듯 했다. | ” |

 라는 인식역시 한몫을 하고 있었다.
이같은 결정에 따라 4월 25일부터 호세 바렐라 대령이 이끄는 카스티야 군단과 아란다 마타 대령 휘하의 갈리시아 부대, 가르시아 발리뇨 대령이 지휘하는 제 1 나바라 사단이 남하하기 시작하였다. 4일에 걸친 전투끝에 그들은 첫번째 목표인 알리아가(Aliaga)를 점령하는데 성공하였으나 악천후로 인하여 더이상의 전진은 불가능 하였다.